# Jessentuki
Jessentuki (rusky Ессентуки́) je město na jihu Ruska. Nachází se v jižní části Stavropolského kraje na úpatí Kavkazu v údolí řeky Podkumok, 17 kilometrů od Pjatigorsku. Je součástí skupiny měst s rekreačním zaměřením sdružených pod názvem Kavkazskije miněralnyje vody. Žije zde přibližně 122 tisíc obyvatel.

## Název
Neexistuje oficiální verze, jak Jessentuki získalo své jméno.
Jedna legenda hovoří o knížeti, kterému se narodil nemocný syn. Po cestě k léčiteli se vykoupali v jednom z léčivých pramenů a už druhý den začaly na hlavě dítěte růst černé vlasy. Proto toto místo nazvali "Jessen tiuk", což v karačajském jazyce znamená "černý vlas".
Podle jiné verze se slovo "sentuk" překládá z adygejštiny jako "obydlené místo", případně se slovo odvozuje od podobně znějících slov z jiných jazyků kavkazské oblasti. Podle další verze pochází název z mongolského "jisun tug", tedy "devět vlajek".

## Podnebí
Podnebí je kontinentální. Léta jsou teplá s velkým počtem horkých a suchých dnů. Průměrná červencová teplota dosahuje 20,4 °C, maximálně se vyšplhá na 37 °C. Zima je mírná, časté jsou oblevy s teplotami nad bodem mrazu, ale někdy se vyskytnou i mrazy do −25 °C. Průměrná lednová teplota dosahuje −4,6 °C.

## Lázně
Jessentuki se pokládá za největší a nejpopulárnější lázeňské město v Rusku, kde se léčí problémy spojené se zažívacím traktem a játry. Hlavními léčebnými prostředky je více než 20 minerálních pramenů. Město má dva velké lázeňské parky: Léčebný (dolní) a Park Vítězství (horní). V parcích se nacházejí prameny minerální vody, mnohé léčebné ústavy a jsou zde vyznačeny stezky léčebných kúr. Hlavním léčebným faktorem jsou slané alkalické prameny Jessentuki-4, Jessentuki-17 a Jessentuki-novaja. Voda z nich se využívá jednak na pití, jakož i koupelím a inhalaci. V léčebných metodách se využívá i bahno z jezera Tambukan, kterým se léčí poruchy pohybového ústrojí, nervové soustavy, ženské i mužské pohlavní problémy a následky traumat.
K nejvýznamnějším místním pamětihodnostem patří Budova Centrální lázeňské knihovny, Lázeňský léčebný park, Galerie minerálního pramene č. 17, Bahenní léčebný ústav, Budova Mechanoterapie, historická vodní elektrárna Bjelyj Ugol a jiné.